# Boone Pickens Stadium
Das Boone Pickens Stadium ist das Footballstadion der Oklahoma State University (OSU) in Stillwater. Es ist das älteste Stadion der Big 12 Conference und das sechstälteste College-Footballstadion der USA. Es ist der Austragungsort der Heimspiele der Oklahoma State Cowboys.

## Stadionbeschreibung und Lage

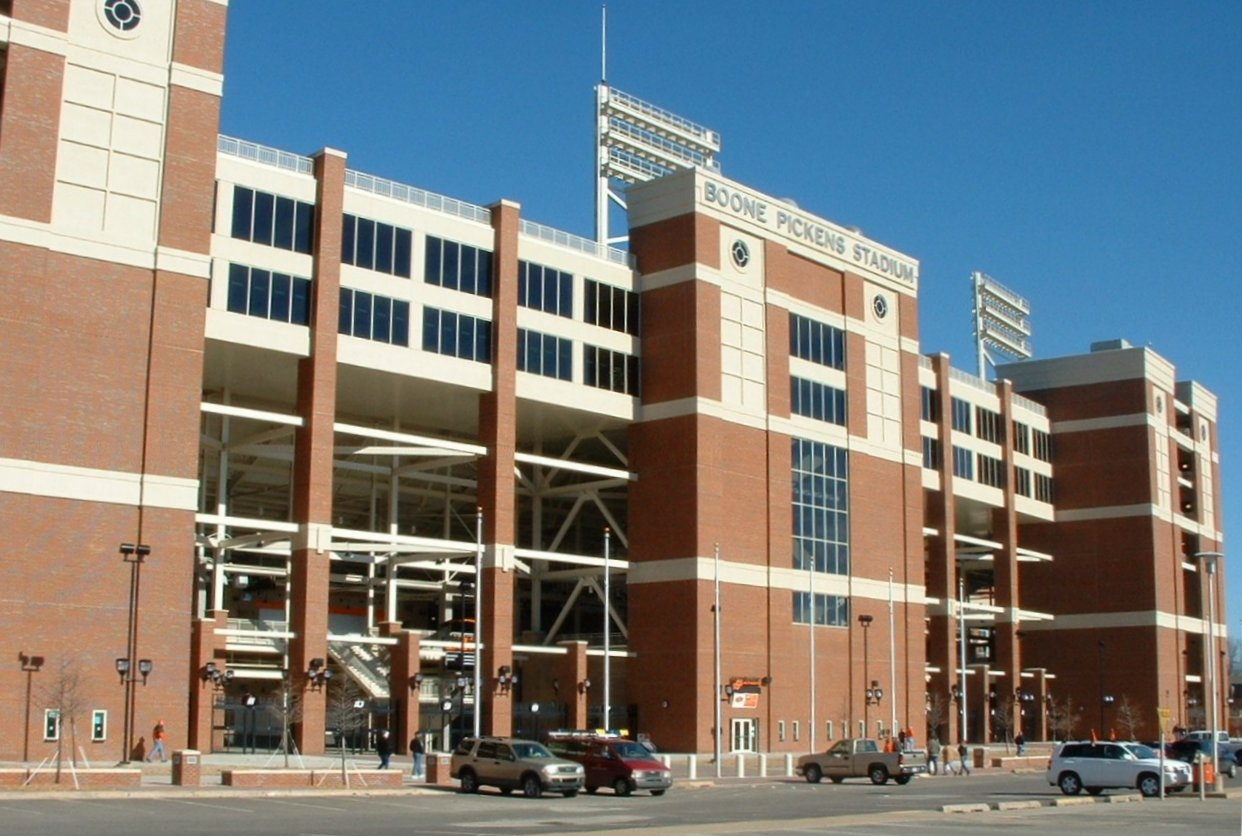
Der Südausgang in der Außenansicht

Das Stadion liegt im östlichen Teil des Universitätsgeländes an der Western Hall of Fame Avenue. Diese ist über den Interstate 35 und den Oklahoma State Highway 51 zu erreichen. Von der Stadt werden an Spieltagen kostenlose Parkplätze und Shuttlebusse zur Verfügung gestellt.
Der Platz hat eine Größe von etwa 7.000 Quadratmetern. Der Belag ist Kunstrasen der Marke AstroTurf.
Die etwa 60.000 Zuschauerplätze befinden sich auf der Süd, Nord- und Westseite des Stadions. Anstelle einer vierten Tribüne gibt es auf der östlichen Seite der Arena das Athletics Center, zu dem auch die Gallagher-Iba Arena, die Basketballhalle der Universität, gehört. Außerdem befinden sich hier Fitnessräume, weitere Sporthallen, eine Beratungsstelle und ein Museum. Der 55 Millionen US-$ teure Komplex wurde im Jahr 2000 eröffnet.

## Geschichte

### Das Stadion als Sportstätte
Die Footballmannschaft der OSU wurde im Jahr 1901 gegründet. Zunächst standen ihr lediglich einfache Sportplätze zur Verfügung, die ab der Saison 1913/14 zu Ehren des Dekans Lowery Layman Lewis den Namen Lewis Field trugen. Im Jahr 1919 wurde mit dem Bau des Stadions an seinem heutigen Standort – im Nordosten des Campus – begonnen. Die Tribünen des – zunächst 8.000 Zuschauer fassenden Stadions – waren noch aus Holz.

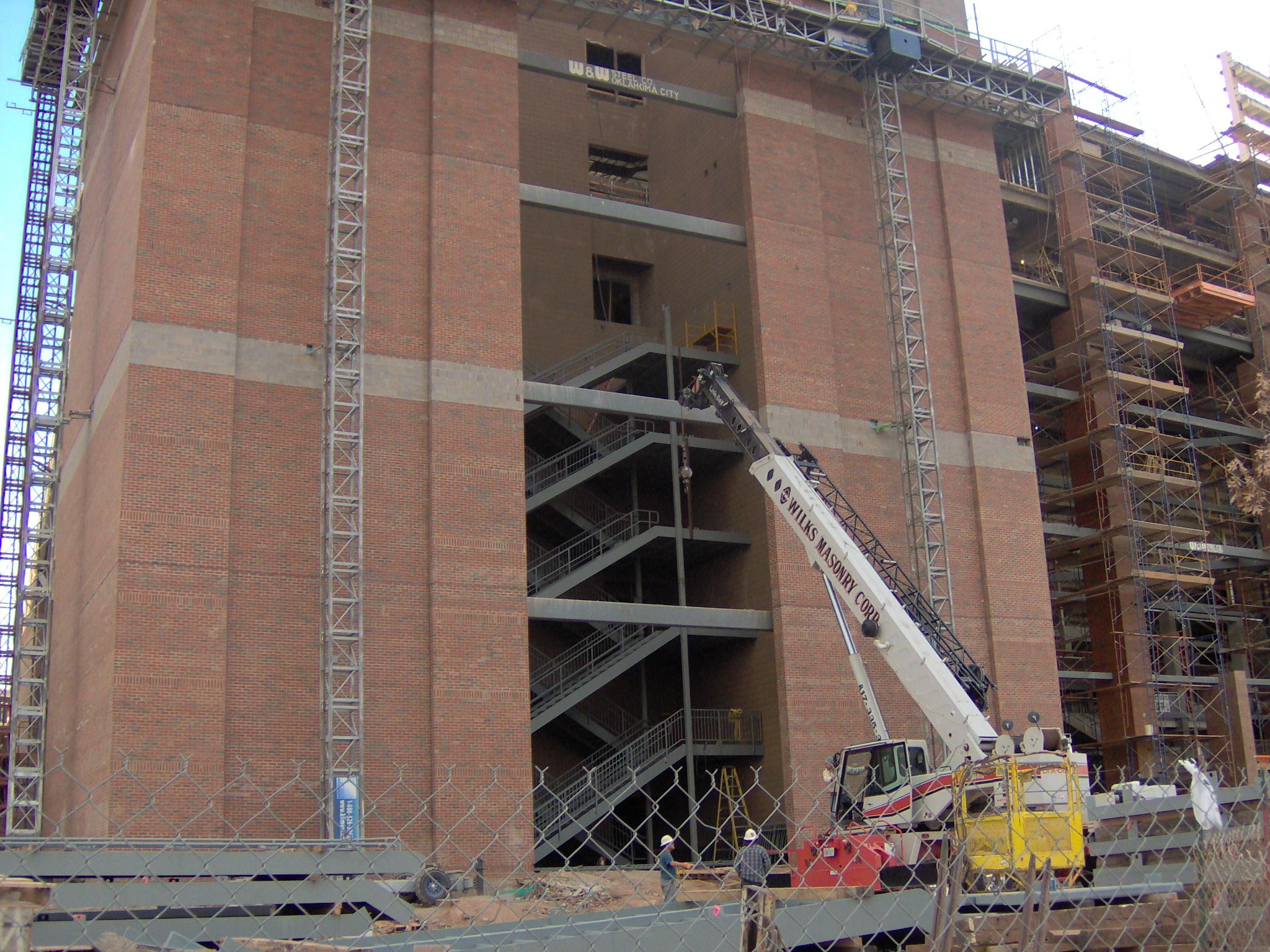
Bauarbeiten am Stadion

In den darauffolgenden Jahren wurde die Arena mehrfach erweitert. 1924 wurden Stahl- und Betontribünen installiert. Durch Umbaumaßnahmen während der Saison 1929/30 konnte die Kapazität auf 13.000 Plätze erhöht werden.
Nach Erweiterungen in den späten 40er-Jahren fanden um das Jahr 1950 etwa 39.000 Zuschauer Platz. Durch die Entfernung der – das Spielfeld umgrenzenden – Aschenbahn  und der damit verbundenen Tieferlegung des Sportplatzes konnte im Jahr 1971 die Kapazität ein weiteres Mal erhöht werden. Zugleich wurde erstmals ein Kunstrasen verlegt.
Im Jahr 2003 bekam das Stadion seinen heutigen Namen, den es T. Boone Pickens, einem Gönner der Universität, verdankt. Dieser war im Jahr 2005 für die Spende von 165 Mio. US-$ an die Sportabteilung verantwortlich, womit ein Rekord aufgestellt wurde. Weitere Umbauten wurden im Jahr 2009 abgeschlossen. Die Kapazität liegt seitdem bei 60.218 Plätzen. Bei einem Spiel gegen die Mannschaft der Baylor University aus Waco war das Stadion 2013 erstmals ausverkauft.

### Andere Veranstaltungen
Drei US-Präsidenten hielten im Stadion eine Rede: Richard Nixon im Jahr 1970, George H. W. Bush im Jahr 1990 und sein Sohn George W. Bush im Jahr 2006.